# Evžen Rattay
Evžen Rattay (11. prosince 1945 – 26. prosince 2015) byl český violoncellista.

## Biografie
Narodil se jako čtvrté z pěti dětí do rodiny strojního inženýra. Celá rodina měla vztah k hudbě (strýc Eugen Rattay studoval housle a sborový zpěv, bratr Bohuslav se později také stal profesionálním hudebníkem) a Evžen začal hrát na violoncello ve 12 letech. Od patnácti let studoval na konzervatoři v Praze u prof. Bohuše Herana, později u prof. Bedřicha Jaroše. U příležitosti oslav 150. výročí Pražské konzervatoře zahrál ve svých devatenácti letech v Rudolfinu violoncellový koncert h moll Antonína Dvořáka. Roku 1968 byl přijat na Akademii múzických umění, kde studoval ve třídě prof. Saši Večtomova a prof. Stanislava Apolína. V té době dvakrát vystoupil na Mezinárodní tribuně mladých umělců a hrál s mnoha československými orchestry. V roce 1972 získal první cenu na violoncellové soutěži Beethovenův Hradec. V roce 2015 obdržel cenu Senior prix.

## Kvartetní působení
Evžen Rattay byl zakládajícím členem Talichova kvarteta, které vzniklo v roce 1962 původně jako žákovský kvartet Pražské konzervatoře pod vedením prof. Josefa Micky a později pokračovalo na Akademii pod vedením Antonína Kohouta. S Talichovým kvartetem byly až do roku 1997 spojeny jeho hlavní umělecké zájmy. Procestoval s ním takřka celý svět a natočil mnoho desek, mimo jiné všechny Beethovenovy, Mozartovy a Bartókovy kvartety. Tyto nahrávky získaly řadu ocenění, např. Grand Prix du Disque de l'Académie Charles Cros či Zlatou desku Supraphonu aj.
Po personálních změnách v Talichově kvartetu v roce 1997 vzniklo z iniciativa dvou jeho bývalých členů Evžena Rattaye a Petra Messiereura kvarteto Rafael. Tento soubor se ve složení Petr Messiereur, Stefan Meier, Peter Meier a Evžen Rattay poprvé veřejnosti představil 11. dubna 1998 v rámci pražského velikonočního festivalu „Jarní svátky hudby“. Poté účinkoval např. na letním Jihočeském festivalu (1998, 1999), ostravském Janáčkově máji, pražském Mezinárodním festivalu smyčcových kvartet 1999, na Pražském jaru 2001. Kvarteto Rafael uskutečnilo několik uměleckých zájezdů (např. do Švýcarska mezi lety 1999–2001 nebo Venezuely v květnu 1999). Po roce 2001 však jeho činnost ustala.
Mezi lety 1999-2000 byl Evžen Rattay členem Sukova kvarteta (Ivan Štraus, Ludvík Hašek, Karel Řehák, Evžen Rattay). I na počátku 21. století se občas aktivně ke kvartetní hře vrátil, např. když vypomohl v Kocianově kvartetu na japonském turné za kolegu a přítele Václava Bernáška. V létě roku 2007 pak zaskakoval za svého nemocného violoncellistu Vladimíra Leixnera ve Stamicově kvartetu. Nabídku stát se stálým členem Stamicova kvarteta po Leixnerově smrti (zemřel na podzim 2007) ale nepřijal.

## Další komorní působení
V roce 1988 založil a byl uměleckým vedoucím violoncellového souboru Violoncelli da camera, který kromě běžného violoncellového repertoáru hrál i soudobé violoncellové skladby komponované v netradiční kombinaci s jinými nástroji. S tímto souborem 5 violoncell natočil desku Cello party a absolvoval několik turné, mj. po Japonsku, Švýcarsku či Francii. V roce 1994 se Violoncelli da camera zúčastnili světového festivalu violoncellových souborů ve francouzském Beauvais.
Byl rovněž členem Sonatori-Ensemble Prag-Karlsruhe. Tento soubor vznikl z původního dua Peter Brock (flétna) – Berthold Fritz (klavír) založeného roku 1980. V roce 1986 se toto duo rozrostlo o dva smyčcové nástroje (housle Ivan Ženatý, violoncello Evžen Rattay), a tak vznikl soubor, který mohl koncertovat v různých nástrojových složeních jako duo, trio nebo kvarteto, což mu umožňovalo reprodukovat širokou škálu skladeb od baroka až po současnost.
Od roku 2004 se stal členem Tria Antonína Dvořáka. Trio, které vzniklo v roce 1988, prošlo mnoha personálními změnami. V době, kdy byl jeho členem Evžen Rattay, se skládalo z houslisty Bohuslava Matouška (kterého občas zastupoval Čeněk Pavlík) a klavíristy Františka Malého. Těžištěm repertoáru Dvořákova tria je především česká triová literatura a kompletní dílo jeho erbovního skladatele Antonína Dvořáka. Repertoárová šíře souboru však počíná již vídeňskými klasiky a končí hudbou dvacátého století (W. A. Mozart, L. van Beethoven, Camille Saint-Saëns, Anton Rubinštejn, Albert Roussel aj.)
Spolupracoval a vystupoval i s mnoha dalšími komorními soubory při interpretaci mnoha skladatelů. Za všechny jmenujme smyčcové kvintety, a to zejména Schubertův kvintet C dur (např. s Kocianovým kvartetem, Wihanovým kvartetem, Manhattan String Quartetem nebo kvartetem Apollon, se kterým tento kvintet také nahrál).

## Sólová dráha
Takřka veškerý čas Evžena Rattaye pohlcovala dlouhou dobu práce v Talichově kvartetu, což byla částečně škoda, neboť již po jeho absolventském koncertu v roce 1974 napsala kritika: „Po jeho velmi muzikálním, technicky téměř bezchybném Dvořákovi se přímo vtírala otázka, není-li jeho vyloženě sólistická hřivna zakopána v komorním ansámblu, byť by jím bylo tak špičkové kvarteto jako je Talichovo. Na druhé straně však: kde by za něho našlo rovnocennou náhradu?“ (Svobodné slovo 3. 7. 1974).
Přesto si občas našel čas i na koncerty s orchestry jako např. Českou filharmonií (1971), Filharmonií Gottwaldov (1973, 1976), Plzeňským rozhlasovým orchestrem (1974) nebo FOK (1974). Od roku 1986 několikrát koncertoval s Hodonínským symfonickým orchestrem, se kterým vyšlo CD s živou nahrávkou Dvořákova a Haydnova violoncellového koncertu. V březnu 1993 si v rámci koncertního turné Talichova kvarteta v Jihoafrické republice zahrál spolu s kolegou Petrem Messiereurem Brahmsův koncert pro housle, violoncello a orchestr se Symfonickým orchestrem Johanessburg. V té době se zvýšila intenzita jeho spolupráce se symfonickými orchestry jak českými (Brno, Mariánské Lázně, Děčín), tak zahraničními (Liege, Muncie Indiana USA, Western Connecticut State University). Jeho repertoár zahrnoval koncerty pro violoncello a orchestr P. I. Čajkovského, A. Chačaturjana, A. Dvořáka, R. Schumanna, J. Haydna aj. V Praze provedl československou premiéru Kokonnenova cellového koncertu s rozhlasovým orchestrem.
Spolupracoval s mnoha klavíristy – Borisem Krajným, Josefem Hálou (několik koncertních turné v 90. letech po Velké Británii včetně koncertu v londýnské Wigmore Hall a natáčení pro BBC), Ivanem Klánským (mj. koncertní turné po Anglii), Radoslavem Kvapilem, Alešem Bílkem, Jarmilou Kozderkovou, Stanislavem Boguniou, od poloviny 90. let pak zejména s Ludmilou Čermákovou. Ze zahraničních jmenujme především francouzského pianistu Cyrila Huvé a japonskou pianistku Kazuko Mimuraovou, se kterou absolvoval dvě turné po Japonsku (1992, 1993) včetně recitálu v Suntory Hall v Tokyu.
V Paříži natočil spolu se Stanislavem Boguniou komplet Beethovenových sonát a variací pro francouzskou firmu Calliope. O těchto nahrávkách kritika časopisu Compact v čísle Nejlepší CD 1989 - 90 píše, že „dosavadní dominující postavení velikánů Rostropovič-Richter a Fournier-Kempff v diskografii Beethovenových sonát a variací bude nutno přehodnotit, protože Rattay s Boguniou hrají minimálně stejně dobře“. Pro tutéž firmu natočil také desku s violoncellovými přídavky a v roce 1997 komplet 6 suit pro violoncello J. S. Bacha. V Praze nahrál roku 1991 virtuosní a populární skladby pro společnost AuViEx, které vyšly pod názvem Best of cello a v roce 1999 pro Český rozhlas komplet 6 sonát A. Vivaldiho s Ludmilou Čermákovou.
Evžen Rattay byl všestranný cellista se širokým záběrem a nevyhýbal se ani netradiční spolupráci, např. s jazzovým klavíristou Emilem Viklickým nebo herečkou Táňou Fischerovou (Bachovy suity kombinované s mluveným slovem). Jeho sólový repertoár zahrnoval skladby od A. Vivaldiho, L. van Beethovena, F. Mendelsson-Bartholdyho, J. Brahmse, C. Debussyho, A. Dvořáka, B. Martinů, L. Janáčka, D. Šostakoviče, M. de Fally, B. Brittena, C. Francka, L. Fišera, G. Crumba aj. Několikrát také vystupoval se sólovými suitami J. S. Bacha (např. v dánském Søndenborgu).

## Pedagogická činnost
Nezanedbatelná je také jeho pedagogická činnost. Vedl mistrovské kurzy komorní a violoncellové doma i v zahraničí (Bechyně, Jihlava, Litomyšl, Ameropa, Jezreel Valley). Od roku 2001 pravidelně učil na mistrovských kurzech pro smyčcová kvarteta, které pořádá Manhattan String Quartet  po celé Evropě. Dále byl mj. předsedou poroty 17. ročníku mezinárodní soutěže Leoše Janáčka v oboru smyčcové kvarteto v roce 2010.
Od roku 1998 byl stálým členem čestného předsednictva mistrovských kurzů v Jeruzalémě spolu s Mstislavem Rostropovičem, Yo-Yo Mou či Janosem Starkerem.

## Pojmenování ulice
Po Evženu Rattayovi byla k 25. 7. 2023 pojmenována v Praze-Hostivaři boční ulička odbočující z ulice Za drahou. Na jednání místopisné komise Rady hlavního města Prahy dne 10. října 2023 byla projednána stížnost obyvatel na toto pojmenování a komise 13 hlasy doporučila zrušení tohoto názvu, jeden člen se zdržel hlasování. Důvod stížnosti není v zápise z jednání uveden. K 13. prosinci 2023 byl název v RÚIAN stále evidován jako platný a byly k němu přiřazeny tři adresy: Evžena Rattaye 222/1, 1609/6 a 1662/8.